# 南条和惠
南条和惠（日语：／ Nanjo Kazue，1972年5月19日—），旧姓永井（日语：／ Nagai），日本女子柔道运动员。她曾代表日本参加1998年亚洲运动会柔道比赛，获得女子52公斤级铜牌。她也曾在1997年东亚运动会上获得金牌。